# Fantasy

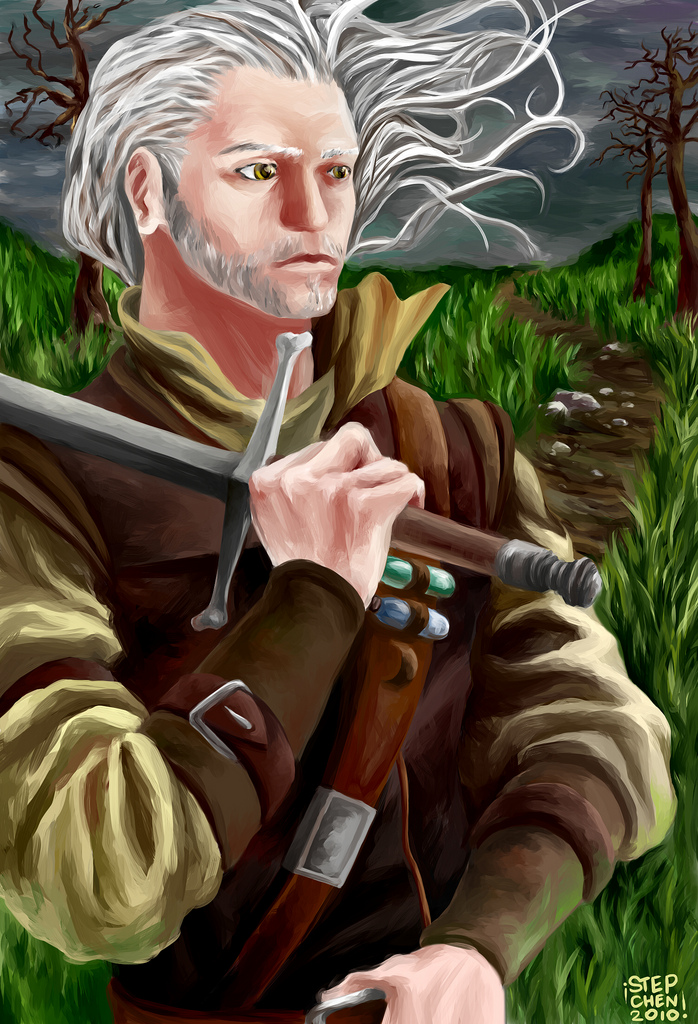
Geralt z cyklu powieści „Wiedźmin”, przykład gatunku fantasy w tematyce mediewistycznej

Fantasy (także: fantastyka baśniowa, fantazja, baśń nowoczesna/współczesna) – gatunek literacki lub filmowy używający magicznych i innych nadprzyrodzonych form, motywów, jako pierwszorzędnego składnika fabuły, myśli przewodniej, czasu, miejsca akcji, postaci i okoliczności zdarzeń. Fantasy jest na ogół odróżniane od science fiction oraz od horroru, przy założeniu, że względnie nie wchodzi w tematykę naukową (w sensie SF) lub tematykę grozy (ang. macabre). Jednak gatunki te w znacznym stopniu przenikają się. Wszystkie trzy mieszczą się w pojęciu fantastyki (ang. speculative fiction).
W kulturze popularnej gatunek fantasy zdominowany jest przez odmianę mediewistyczną, zwłaszcza od czasu ogólnoświatowego sukcesu Władcy Pierścieni i innych dzieł J.R.R. Tolkiena wchodzących w skład uniwersum Śródziemia. W szerszym znaczeniu, fantasy obejmuje prace wielu pisarzy, artystów, filmowców, muzyków, począwszy od starożytnych mitów i legend, aż po wiele ostatnich tytułów, znanych obecnie szerokiej publiczności.

## Historia

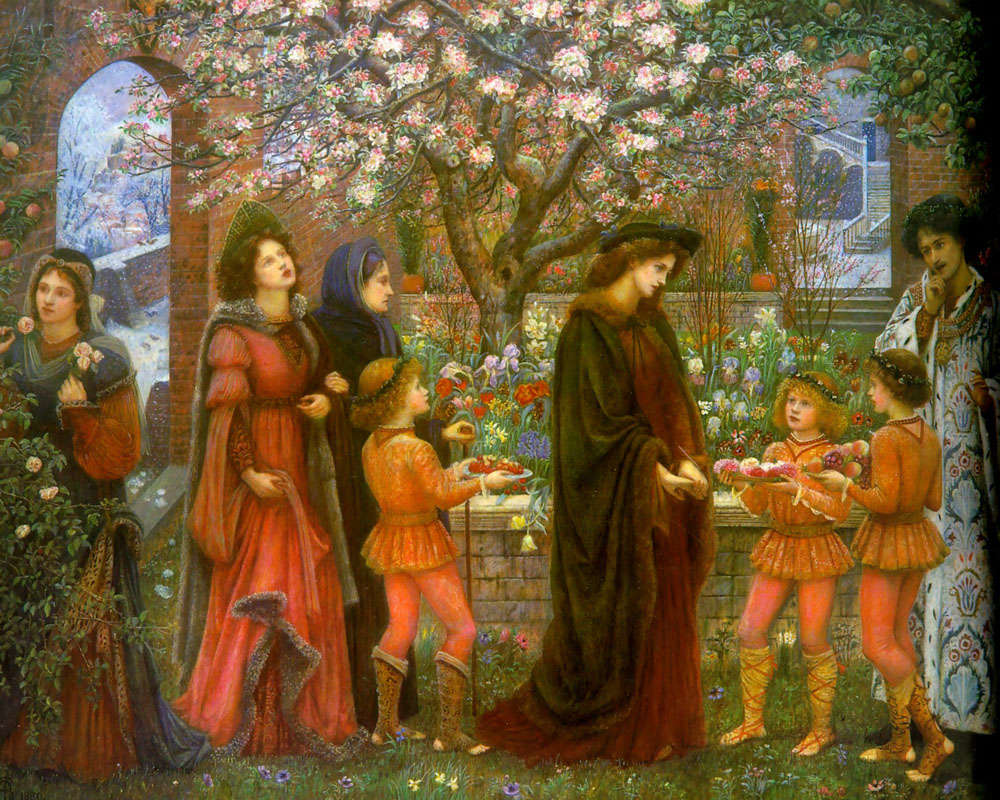
W przypadku wielu dzieł nie jest jasne, czy ich autorzy wierzyli w cuda, które opisują, takie jak na przykład zaczarowany ogród z Dekameronu.

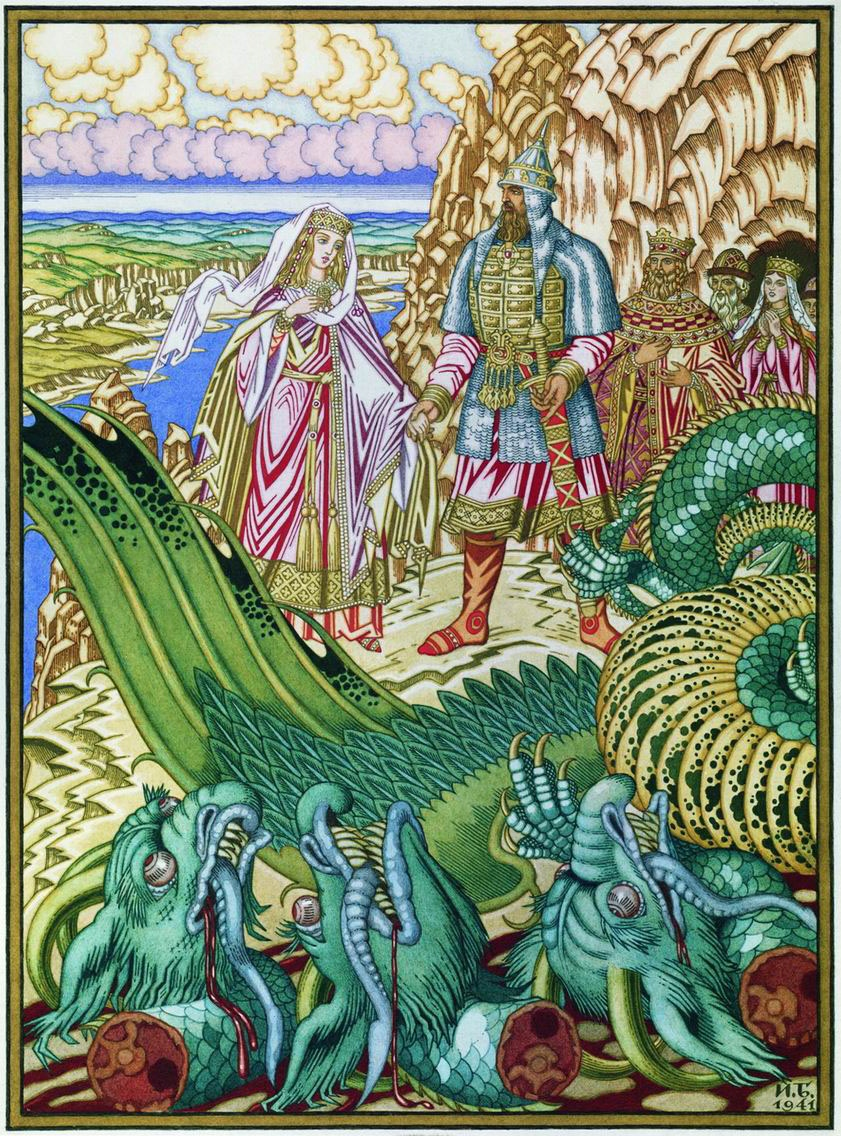
Istotne źródło fantastyki to baśnie i legendy, np. o tym, jak Dobrynia Nikiticz uratował Zapawę (Zabawę) Putiatównę (Putiaticznę), bratanicę kniazia Włodzimierza, przed smokiem Zmiejem Goryniczem.

Pierwiastki mityczne i inne, które stanowią źródło fantasy i jego licznych podgatunków, były częścią niektórych największych i najbardziej sławnych dzieł literatury takich jak Epos o Gilgameszu i innych najdawniejszych zapisów znanych ludzkości. Od Odysei po Beowulfa, od Mahabharaty do Księgi tysiąca i jednej nocy, od Ramajany do Podróży na Zachód, i od Legend arturiańskich i średniowiecznych romansów po poemat epicki Boska komedia – fantastyczne opowieści o odważnym bohaterze i bohaterce, o strasznych, śmiercionośnych smokach i tajemniczych światach, inspirowały wielu słuchaczy i autorów. W tym sensie historia fantastyki i historii literatury są nierozerwalnie związane. Istnieje wiele dzieł, gdzie granica pomiędzy fantastyką a innymi gatunkami jest zatarta, a pytanie czy autorzy wierzyli w możliwość istnienia opisywanych cudów w utworach takich, jak Sen nocy letniej czy Pan Gawen i Zielony Rycerz, sprawia, że trudno rozróżnić, gdzie i kiedy fantastyka w nowoczesnym sensie ma swój początek.
W 1841 ukazało się The King of the Golden River Johna Ruskina, jednak za prekursora nowoczesnej fantasy uznaje się raczej George MacDonalda – szkockiego autora powieści takich jak: Królewna i Goblin (w innym tłumaczeniu: Księżniczka i koboldy) czy Phantastes (1858). MacDonald miał duży wpływ zarówno na J.R.R. Tolkiena, jak i na C.S. Lewisa. Innym istotnym autorem w tym gatunku był William Morris, znany angielski poeta, który napisał kilka powieści u schyłku stulecia, między innymi The Well at the World’s End (1896). Według historyków gatunku to Morris jako pierwszy wpadł na pomysł stworzenia odrębnego, niemimetycznego świata przedstawionego jako miejsca akcji.
Mimo że Na skrzydłach Północnej Wichury MacDonalda (1871) miało duży wpływ na przyszłość, i mimo że był wówczas popularny, literatura fantasy nie była szeroko znana lub ceniona aż do końca stulecia. Dopiero Edward Plunkett, znany jako Lord Dunsany, sprawił, że gatunek stał się popularny zarówno w postaci powieści, jak i opowiadania; duże znaczenie miały zwłaszcza jego powieści z lat 1905–1919 usytuowane w fantastycznym świecie zwanym Pegana. Wielu znanych „mainstreamowych” współcześnie autorów również zaczęło pisać w tym gatunku – np. Henry Rider Haggard, Rudyard Kipling czy Edgar Rice Burroughs. Ci właśnie, obok Abrahama Merritta, stworzyli to, co znane jest jako podgatunek „zaginionego świata”, który był najbardziej popularny na początku XX wieku. W tym samym czasie ukazały się również utwory dla dzieci, takie jak Piotruś Pan Jamesa Matthew Barrie czy Czarnoksiężnik z Krainy Oz Lymana Franka Bauma.
Fantastyka w literaturze dla dzieci była akceptowana łatwiej niż fantastyka przeznaczona dla dorosłych, co powodowało, że pisarze chcący tworzyć fantastykę często decydowali się ubrać swoje dzieło w postać książki dla dzieci. Wiele wczesnych prac Nathaniela Hawthorne’a znajdowało się na granicy fantastyki, ale książka A Wonder-Book for Girls and Boys, przeznaczona dla dzieci, to fantasy.
W 1923 w USA powstał pierwszy magazyn poświęcony fantasy pt. Weird Tales. Termin ten został jednak użyty po raz pierwszy prawdopodobnie dopiero w 1927 za sprawą E.M. Forstera. Nieco później wykorzystywany był między innymi przez C.S. Lewisa, który szukał odpowiednich słów dla określenia twórczości swojej i J.R.R. Tolkiena.
W ślad za Weird Tales pojawiło się wiele podobnych wydawnictw, np. The Magazine of Fantasy & Science Fiction. Ten właśnie magazyn był w tamtym czasie bardzo popularny i przybliżył fantasy, ale także i fantastykę naukową szerszej publiczności w USA i Wielkiej Brytanii. Wówczas już, te dwa gatunki zaczęły być kojarzone ze sobą.
W latach czterdziestych i pięćdziesiątych XX w. szeroką popularność zdobył gatunek sword & sorcery, zapoczątkowany przez Roberta E. Howarda serią opowieści o Conanie Barbarzyńcy (1932-1936), które kontynuowane były i naśladowane przez innych autorów (Henry Kuttner, L. Sprague de Camp, Lin Carter), a także dzięki opowiadaniom Fritza Leibera pt. Przygody Fafryda i Szarego Kocura (od 1958). Było to przed nadejściem high fantasy i przed nadejściem największej popularności prac Tolkiena: Hobbit (pierwsze wydanie w 1937) i Władca Pierścieni (1954). Popularność w późnych latach 60. pozwoliła fantasy w pełni wkroczyć do głównego nurtu kulturowego. Kilka innych serii, takich jak Opowieści z Narni Clive’a Staplesa Lewisa czy Ziemiomorze Ursuli K. Le Guin utwierdziło pozycję gatunku.
W późniejszym czasie popularność fantasy utrzymywała się, by jeszcze wzrosnąć w XXI wieku, czego dowodem jest bestsellerowy status prac J.K. Rowling, czy ogromna popularność filmów, takich jak ekranizacja Władcy Pierścieni autorstwa Petera Jacksona.

## Cechy gatunku
Najbardziej charakterystyczne cechy gatunku to motywy fantastyczne (przede wszystkim obecność magii) występujące w wewnętrznie spójnym miejscu akcji, oraz typowe przedmioty i postacie. Akcja utworów rozgrywa się zazwyczaj w świecie odrębnym od świata realnego (w świecie fantastycznym lub w odległej, mitologicznej przeszłości), najczęściej, choć nie zawsze, wykreowanym na wzór feudalnego średniowiecza i wykorzystującym legendy, podania bohaterskie i mity. Ten wtórny świat może być całkiem odseparowany od świata realnego lub w jakiś sposób być z nim połączony, pozwalając postaciom na wędrówkę między różnymi rzeczywistościami.
Świat przedstawiony w danym utworze posiada własne zasady, które muszą być przestrzegane, ale jego elementy uwarunkowane przez akcję muszą również posiadać ograniczenia, dając zarówno bohaterom pozytywnym, jak i negatywnym powody do walki. Motywy magiczne muszą być obarczone kosztem, a zarazem obdarzone wartością, by opowieść zachowała swoją wewnętrzną konstrukcję. Wydarzenia przedstawione mogą być nierealistyczne, ale winny rządzić się wewnętrzną logiką, być posłuszne ustalonym w danym utworze prawom oraz posiadać spójne tło i postacie.
Utwory tego nurtu są najczęściej umiejscowione w fikcyjnym świecie, w którym poza zwykłymi prawami fizyki i biologii działa też magia oraz inne nadnaturalne moce. Do świata przedstawionego należy przeważnie rozległy zestaw rekwizytów swobodnie zaczerpniętych ze średniowiecza i starożytności, rzadziej z okresu renesansu lub epoki wczesnego przemysłu. Te dwie ostatnie epoki częściej obecne są w stylach „dark fantasy”, „steam fantasy” i „science fantasy”. Charakterystyczne jest także występowanie obok gatunku ludzkiego gatunków istot mitycznych lub baśniowych, takich jak: elfy, krasnoludy, trolle, gobliny, smoki, wiedźmy, fauny, koboldy, gargulce, centaury, jednorożce, driady. Zazwyczaj psychologia postaci, ich motywacje i zachowania są przedstawione realistycznie – dotyczy to także postaci o pochodzeniu mitycznym lub baśniowym. Świat w książkach fantasy jest fikcyjny, mitologiczny lub baśniowy, czasem mniej lub bardziej umowny, ale potraktowany przez autora jak świat historyczny, który kiedyś istniał, podobnie jak kronika. Niezwykła moc oddziaływania tego gatunku istnieje poprzez uprawdopodobnienie postaci i precyzję opisu ich świata.
W fantasy unika się sformułowań takich jak „dawno temu” lub „w odległym kraju”. Są one typowe dla bajek i baśni tradycyjnych, a fantasy jest przeciwieństwem nieokreśloności i braku precyzji, bo one nie wystarczają odbiorcy „współczesnych baśni”. Niejednokrotnie wśród magicznego i heroicznego świata ukryte są aluzje do współczesności i jej realnych problemów. Te „współczesne baśnie” są gatunkiem nastawionym, zaprogramowanym na dylematy moralne oraz na kontestację różnych przejawów i zjawisk realnej współczesności. Ich często występującą cechą jest swoiste proekologiczne nastawienie i dowartościowywanie myślenia irracjonalnego, instynktownego oraz świata uczuć i religijności przeciwnego zaawansowanej technologii i stechnicyzowaniu życia. Mówi się nawet, że w tym gatunku, tak bardzo eskapistycznym, mniej ważne jest to, „o czym on jest”, a bardziej to, „o czym on nie jest”. Czego używania i opisywania unika, tego istnieniu się sprzeciwia.
Fantasy to opowieści, które czerpią z mitologii różnych ludów. Imiona starożytnych bóstw i bohaterów przewijają się w wielu utworach. Najczęściej autorzy inspirują się mitami: skandynawskimi, celtyckimi, greckimi, rzymskimi, egipskimi, prekolumbijskimi, anglosaskimi, słowiańskimi, jak również judeochrześcijańskimi czy bliskowschodnimi. Również legenda arturiańska jest jedną z najważniejszych podstaw i źródeł tego gatunku. Utwory odtwarzają starożytny świat tych mitologii, nadając imionom znanych postaci mitycznych (Baldur, Artur, Odys, Thor, Morgana, Merlin) współczesny i bardziej ludzki wymiar. Ale nie do końca odtwarzają, równie często przetwarzają, przerysowują, parodiują (Terry Pratchett, Andrzej Sapkowski) i wyśmiewają. Znajdziemy w nich cały przekrój gatunków literackich, nastrojów i idei, od religijnej przypowieści, baśni chrześcijańskiej, przez romans heroiczny, epos, dramat obyczajowy, fantazję polityczną, aż do horroru, love story, powieści psychologicznej, komedii, parodii, a nawet manifestów religii neopogańskich.
Zaczątki fantasy widać było już w drugiej połowie XIX wieku, u końca epoki romantyzmu, lecz jej złoty wiek przypada na lata 60. i 70. XX wieku, podczas gdy złoty wiek jej „starszej siostry” – fantastyki naukowej – przypada na lata 50. i 60.

### Fantasy w Polsce i za granicą
Na rynku anglosaskim książki fantasy to te historie, w których występuje wątek nadprzyrodzony, bądź technologia tak zaawansowana, że trudno wyjaśnić obecnie sposób jej działania. Stanisław Lem wydzielił zaś fantasy jako odmianę współczesnej baśni, zawężając ten termin do dzieł, które są w jakiś sposób powiązane z klasycznymi opowieściami. Z tego powodu polskie znaczenie tego słowa może wydawać się znacznie stabilniejsze niż jego anglosaski odpowiednik, pozwalając na łatwiejsze znalezienie gatunkowej tożsamości pozornie zupełnie innych od siebie dzieł.

## Podgatunki
Fantasy posiada wiele podgatunków, ważniejsze z nich to: low fantasy (quasi-historyczna), dark fantasy, high fantasy, urban fantasy, space fantasy oraz heroic fantasy (magia i miecz).
Podgrupy owe nie oznaczają większych różnic w samej treści, czy w ideach propagowanych przez autorów, lecz raczej w stylu pisania, źródłach inspiracji oraz w ogólnym „nastroju” dominującym w utworach, na przykład mrocznym, baśniowym, heroicznym, pseudohistorycznym, dziejów alternatywnych, postapokaliptycznym, czy religijnym. Utwory, które można opisać tą ogólną nazwą, są dość rozmaite i adresowane do czytelników w różnym wieku, od dzieci, przez młodzież, do dorosłych. Większość klasycznych dzieł tego gatunku przeznaczona jest raczej dla dorosłych czytelników. Stąd fantasy niekiedy nazywana jest też, dość obrazowo, ale w dużym uproszczeniu, „baśnią dla dorosłych”.
Niektóre z utworów fantasy trudno jednoznacznie sklasyfikować, sporna bywa też w ogóle przynależność do tego nurtu: przykładem może być cykl Kroniki Amberu Rogera Zelazny’ego, autora, który deklarował się jako piszący wyłącznie fantastykę naukową.

## Twórcy powiązani z fantasy
Literatura fantasy posiada długą kolekcję okołogatunkowych działań, w których udział biorą autorzy oraz ich fani. Powstają więc kluby, gry fabularne (przy czym wiele utworów fantasy jest pisanych na potrzeby gier fabularnych i osadzonych w konkretnych światach), dramaty sceniczne, poezje, opowiadania, komiksy oraz tzw. fanfiction, filmy fabularne, gadżety, grafika komputerowa, malarstwo fantasy oraz muzyka inspirowana tą twórczością – są to najczęściej gatunki muzyki popularnej, głównie folk, heavy metal, power metal, rock, metal symfoniczny, gotyk oraz muzyka poważna i etniczna. Muzyka inspirowana twórczością fantastyczną zwana jest niekiedy muzyką fantastyczną lub muzyką tolkienowską.